# Шмидт, Борис Андреевич
Бори́с Андре́евич Шмидт (псевдоним; настоящая фамилия — Кузнецов) (1 мая 1913 года, Санкт-Петербург, Российская империя — 27 июля 1988 года, Петрозаводск, Карельская АССР, СССР) — советский поэт, прозаик и журналист, военный корреспондент, заслуженный работник культуры Карельской АССР (1983).

## Биография
Родился в семье почтового служащего. В 1930 году окончил школу. В ленинградских журналах «Юный пролетарий», «Звезда» и «Резец» опубликованы его первые стихи.
В 1931 году по комсомольской путёвке направлен на строительство города Хибиногорск в Мурманской области. В 1931 году вышел первый сборник стихов «Весёлый бог войны».
В дальнейшем, по возвращении в Ленинград, работал на заводе имени И. И. Лепсе в заводской многотиражной газете. В 1930-е годы вышли в печать несколько сборников стихов поэта. В 1939 году принят в Союз писателей СССР.
В годы Великой Отечественной войны служил на Ленинградском фронте корреспондентом дивизионной газеты. Награждён орденом Красной Звезды.
С 1946 года жил и работал в Карелии в Петрозаводске.
С 1947 года вышло более двадцати книг стихов и прозы Бориса Шмидта.

## Награды и звания
- орден Отечественной войны 2-й степени (11.03.1985)
- орден Красной Звезды (25.05.1945)
- орден «Знак Почёта» (28.04.1973)
- Заслуженный работник культуры Карельской АССР